# Mouvement Colombie vivante
Le Movimiento Colombia Viva  en Unidad Cristiana était un parti politique colombien, fondé en 2003 par une coalition de sénateurs. En 2006, il a fait partie de la coalition uribiste, bien qu'il n'ait conservé que deux sièges au Sénat. Le président du parti était Dieb Maloof (es), un ancien sénateur d'origine arabe, emprisonné en 2007 à la suite du scandale de la parapolitique
La plupart de ses dirigeants ont par la suite fait l'objet d'une enquête de la Cour suprême colombienne pour des liens avec des groupes terroristes, et la plupart d'entre eux sont condamnés à des peines de prison. En 2009, depuis la prison de La Picota, où la plupart des condamnés du scandale de la parapolitique sont détenus, une réunion a lieu entre les politiciens Jorge Castro et Vicente Blel. Les participants conviennent de changer le nom et l'image du parti, formant ainsi l'Alianza Democrática Nacional (ADN), un parti qui sera démantelé sur ordre du Conseil national des élections.